# Білі гори
Білі гори, або Лефка-Орі (грец. Λευκά Όρη) — гірське пасмо на заході острова Крит, у номах Ханья та Ретимно. Переважно складені вапняковими, доломітовими, подекуди гранітними масивами. Білі гори вкриті снігами до пізньої весни, що досить нетипово для Греції, звідси походить їх назва.
Найвища вершина пасма — пік Пахнес заввишки 2 453 м. Пахнес є другою найвищою гірською вершиною Криту, поступаючись лише піку Іда, відомому також як Псилорітіс (у перекладі Безлісий), та посідає 10-те місце у Греції. Налічується близько 50 ущелин, найвідоміша ущелина Самарія, завглибшки до 600 м. Самарія є національним заповідником, з початку травня та до кінця вересня тут проводять піші походи.
На висоті 1 100 м відоме також плато Омалос. Нині Лефкас-Орі є дуже популярними серед туристів та особливо серед прихильників маунтинбайку.